# Capelio tomentosa
Capelio tomentosa là một loài thực vật có hoa trong họ Cúc. Loài này được (Burm.f.) B.Nord. mô tả khoa học đầu tiên năm 2002.